# Агекян, Татеос Артемьевич
Татеос Артемьевич Агекян (1913, Батуми, Российская империя — 2006, Санкт-Петербург, Россия) — советский и российский астроном, заслуженный деятель науки Российской Федерации (1999), почётный профессор Санкт-Петербургского университета.

## Биография
Родился 12 мая 1913 года в Батуми, армянин. В 1938 году окончил Ленинградский государственный университет, после чего преподавал в средней школе и Ленинградском институте инженеров железнодорожного транспорта (1938—1941). Одновременно поступил в заочную аспирантуру к В. А. Амбарцумяну.
Участвовал в Великой Отечественной войне, после окончания которой, с 1946 года до конца жизни работал в Ленинградском университете, в Астрономической Обсерватории Ленинградского университета (с 1961 — профессор). В 1950-е годы преподавал в Ленинградском политехническом институте. Много лет возглавлял лабораторию небесной механики и звездной динамики. Прочитал множество курсов в Ленинградском (Санкт-Петербургском) университете, а также в университетах Петрозаводска и Мельбурна (Австралия).
Умер 16 января 2006 года в Санкт-Петербурге. Похоронен на Пулковском кладбище.

## Научная деятельность
Занимался проблемами галактической астрономии, небесной механики и динамики звёздных систем.
Многие из его работ по изучению строения, кинематики и динамики звездных систем связаны с применением методов математической статистики и теории случайных процессов. Развил теорию динамической эволюции нестационарных сферических и вращающихся звездных систем, предложил новый подход к исследованию свойств движения в поле произвольного ротационно-симметричного потенциала с помощью изучения свойств поля направлений, образованного витками траектории звезды, инициировал изучение динамики тройных звезд и галактик методом Монте-Карло, привнёс ряд новых подходов в изучение структуры звездного поля и кратных систем, внес существенный вклад в теорию интеграла столкновений в звездной динамике, разработал новые методы исследования кинематики Галактики по профилям радиолинии нейтрального водорода с длиной волны 21 см. Рассмотрел совместное влияние скучивания галактик и клочковатости поглощающей материи на видимое распределение галактик. Предложил метод изучения свойств движения в поле заданного потенциала при помощи градиентов поля направлений. Уточнил понятие компланарности в кратных системах звезд и сделал ряд выводов об изменении компланарности в процессе эволюции.

## Научная школа
Совместно с К. Ф. Огородниковым создал Ленинградскую школу звездной динамики, получившую мировое признание. Среди его учеников — профессор И. В. Петровская, Ж. П. Аносова, В. В. Орлов, Н. П. Питьев, С. П. Якимов, И. И. Никифоров.

## Основные публикации
- Динамика прохождения звезд сквозь пылевые облака // Доклады АН СССР. 1950. Т. 71. № 2.
- Общие черты эволюции вращающихся систем гравитирующих тел // Астрономический журнал. 1960. Т. 37. № 2.
- Об учёте кратности звездных сближений в теории иррегулярных сил // Астрономический журнал. 1961. Т. 38. № 6.
- Курс астрофизики и звездной астрономии. Т. 2. — М., 1962.
- Вращение Галактики по данным радионаблюдений // Астрономический журнал. 1964. Т. 41. № 6 (в соавторстве).
- Звезды. Галактики. Метагалактика. 1-е изд. — Л., 1966 (3-е изд. — М., 1981); (переведена на английский, итальянский и румынский языки);
- Основы теории ошибок для астрономов и физиков. — М., 1970 (Переведена на японский язык).
- Теория вероятностей для астрономов и физиков. — М., 1974.
- Диссипация звездных скоплений, образование корон и движущихся скоплений // Астрономический журнал. 1979. Т. 56. № 1 (в соавторстве).
- Метод исследования структуры наблюдаемого поля Галактики и Метагалактики // Вестник Ленинградского университета. — 1982. — № 19.
- Функция светимости звезд окрестности Солнца // Письма в Астрономический журнал. 1997. Т. 23. № 12 (в соавторстве).
- Основная система уравнений в поле ротационно-симметричного потенциала // Письма в Астрономический журнал. 2003. Т. 29. № 5.

## Награды
- Два ордена Отечественной войны 2 степени (18.12.1944, 6.04.1985)[3][4].
- Медаль «За оборону Ленинграда» (1942)[3].
- Медаль «За победу над Германией в Великой Отечественной войне» (28.08.1945)[5].
- Заслуженный деятель науки Российской Федерации (18.04.1999)[6].